# In Self Defense (película)
In Self Defense (conocida en España como Defensa sin ley) es una película de suspenso de 1987, dirigida por Bruce Seth Green, escrita por Robert Crais y David E. Peckinpah, musicalizada por Patrick Gleeson, en la fotografía estuvo Paul Onorato y los protagonistas son Linda Purl, Yaphet Kotto y Terry Lester, entre otros. El filme fue realizado por Leonard Hill Films, se estrenó el 22 de mayo de 1987.

## Sinopsis
Linda Purl hace el papel de una declarante, ella está horrorizada por el homicida (Billy Drago) contra quien atestiguó.